# 冕宁慈
冕宁慈（学名：Dendrocalamus mianningensis）为禾本科牡竹属下的一个种。

## 扩展阅读
- 維基物種上的相關：冕宁慈